# Tunnel de Soumagne
Le tunnel de Soumagne est le plus long tunnel ferroviaire de Belgique (6505 m). Construit sur le tracé de la ligne TGV Bruxelles-Liège-Cologne (LGV 3), il relie l'agglomération liégeoise et la vallée de la Meuse au plateau de Herve avec un dénivelé de 120 m. Sa construction aura duré de 2001 à 2005 et les premiers trains à grande vitesse y circulent à partir de fin 2009 à une vitesse de 200 km/h. Sa tête ouest se situe à Vaux-sous-Chèvremont dans l'entité de Chaudfontaine, dans la vallée de la Vesdre à une altitude de 90 m, tandis que sa tête est se situe à Ayeneux, dans l'entité de Soumagne, à une altitude de 210 m, à proximité de l'ancien charbonnage du Bas-Bois. Il passe sous les communes de Chaudfontaine, Fléron, Olne et Soumagne. Sa pente varie de 17 ‰ à 20 ‰ à son extrémité est et sa couverture maximale atteint jusqu'à 127 m.

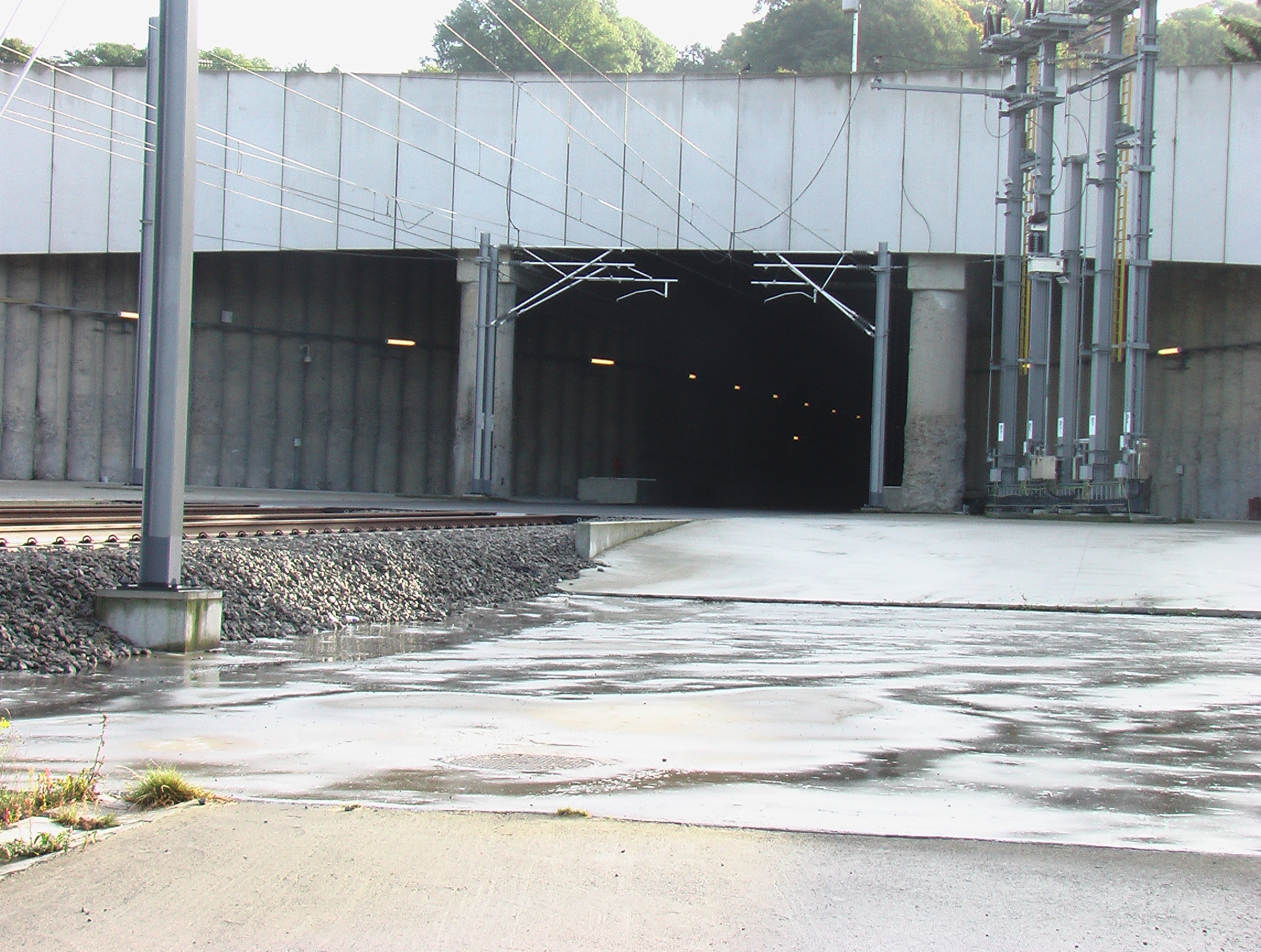
Tunnel de Soumagne: entrée côté Liège
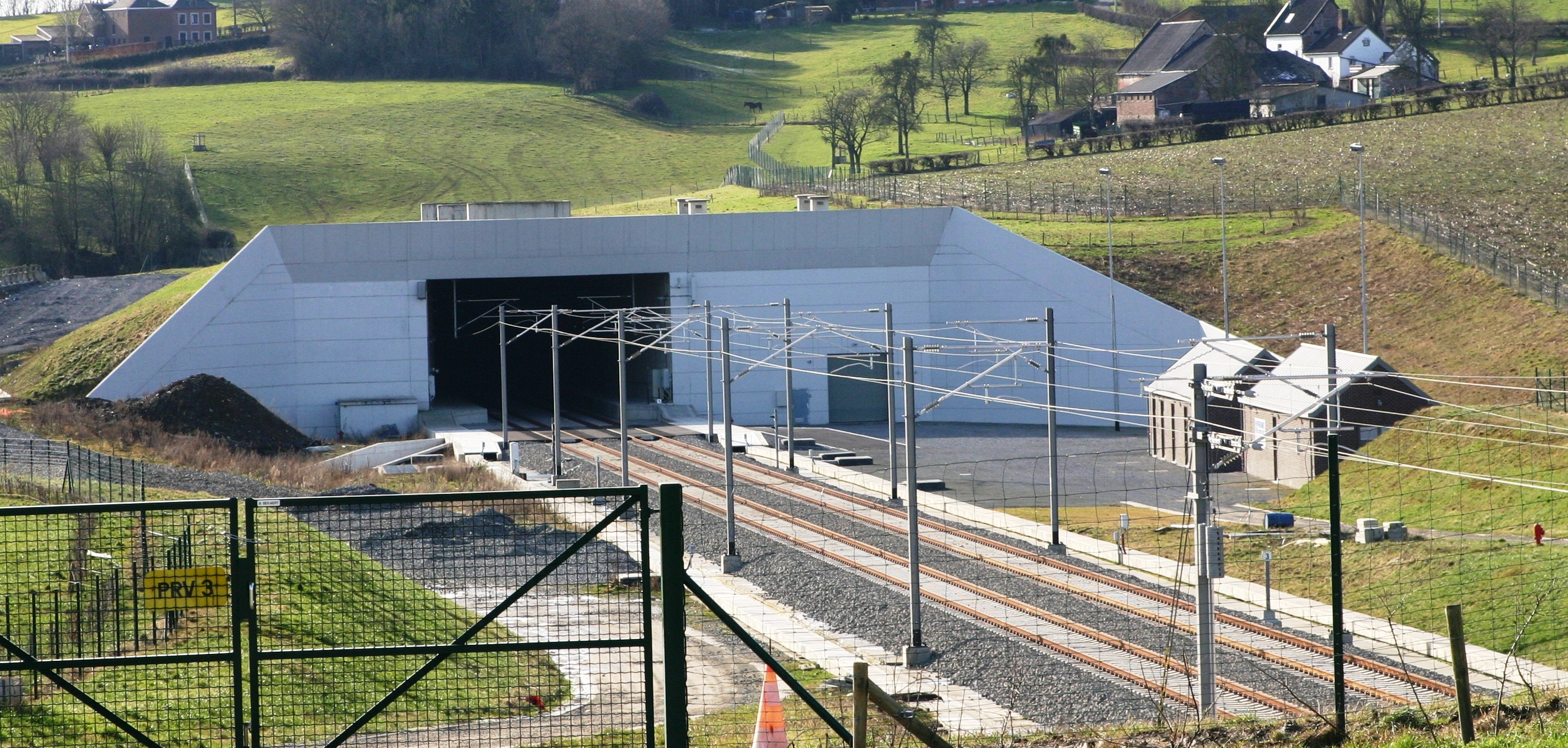
Vue du tunnel de Soumagne côté Cologne